# Roi Xordo
Roi Xordo   (província de la Corunya, valor desconegut - Pontedeume, 1437) va ser un gentilhome medieval de la casa d'Andrade que el 1431 va liderar la Irmandade Fusquenlla durant la revolta contra el senyor feudal Nuno Freire de Andrade en la que seria la primera revolta Irmandiña.

## Biografia
Hi ha molt poca informació sobre la vida de Roi Xordo més enllà de la seva participació a la revolta. Podria ser natural del Ferrol, tot i que també es creu que podria haver viscut a La Corunya, on era regidor. Durant l'aixecament va liderar una força de 3.000 homes que va prendre el castell de Moeche i va fer fugir el seu senyor, el noble Nuno Freire de Andrade, cap a Pontedeume.
Sumant forces de Mondoñedo i de Lugo, Xordo va arribar a concentrar 10.000 homes sota el seu comandament i va avançar fins a Betanzos i Pontedeume. Durant el conflicte l'arquebisbe de Santiago de Compostel·la Lope de Mendoza va intentar negociar la pau amb els Irmandiños sense aconseguir-ho. Els contingents irmandiños van atacar la ciutat, però van ser derrotats per l'exèrcit arquebisbal.
Roi Xordo i les seves tropes es van replegar cap al nord, on van posar sota setge el castell de Nogueirosa, baluard de la família Andrade a Pontedeume. En aquest indret el senyor feudal Nuno Freire de Andrade va refer el seu exèrcit i va acabar amb la revolta el 1437, derrontant la germandat i matant a Roi Xordo a la batalla.

## A la literatura
Roi Xordo és un dels personatges que cita Castelao a la seva Santa Compaña dels immortals, inclosa al discurs nacionalista Alba de Gloria declamat el 1948 a Buenos Aires amb motiu del Dia Nacional de Galícia.